# Melhores do Ano de 2018
A 23.ª cerimônia de entrega dos Melhores do Ano, prêmio entregue pela emissora de televisão brasileira TV Globo aos melhores artistas da emissora referente ao ano de 2018. Foi transmitida ao vivo no dia 09 de dezembro e apresentada pelo comunicador Fausto Silva.

## Resumo
| Programa/Telenovela     | Indicações | Vitórias |
| ----------------------- | ---------- | -------- |
| Segundo Sol             | 14         | 6        |
| O Outro Lado do Paraíso | 8          | 4        |
| Onde Nascem os Fortes   | 3          | 2        |
| Tá no Ar: a TV na TV    | 3          | 1        |
| Deus Salve o Rei        | 2          | 0        |
| Jornal Nacional         | 2          | 0        |
| Mister Brau             | 2          | 0        |
| Jornal Hoje             | 1          | 1        |
| Carcereiros             | 1          | 0        |

## Vencedores e indicados
| Ator de Novela | Atriz de Novela |
| --- | --- |
| - Sergio Guizé – (Gael em O Outro Lado do Paraíso) - Emilio Dantas – (Beto Falcão em Segundo Sol) - Vladimir Brichta – (Remy em Segundo Sol)     | - Giovanna Antonelli – (Luzia em Segundo Sol) - Bianca Bin – (Clara em O Outro Lado do Paraíso) - Deborah Secco – (Karola em Segundo Sol)         |
| Ator de Série | Atriz de Série |
| - Alexandre Nero – (Pedro em Onde Nascem os Fortes) - ‎Lázaro Ramos‎ – (Mister Brau em Mister Brau) - Rodrigo Lombardi‎ – (Adriano em Carcereiros)  | - Patricia Pillar – (Cássia em Onde Nascem os Fortes) - Alice Wegmann – (Maria em Onde Nascem os Fortes) - Taís Araújo – (Michele em Mister Brau) |
| Ator Coadjuvante | Atriz Coadjuvante |
| - Chay Suede – (Ícaro em Segundo Sol) - Fabrício Boliveira – (Roberval em Segundo Sol) - Juliano Cazarré – (Mariano em O Outro Lado do Paraíso)  | - Letícia Colin – (Rosa em Segundo Sol) - Giovanna Lancellotti – (Rochelle em Segundo Sol) - Tatá Werneck – (Lucrécia em Deus Salve o Rei)        |
| Ator Revelação | Atriz Revelação |
| - Luis Lobianco – (Clovinho em Segundo Sol) - Anderson Tomazini – (Xodó em O Outro Lado do Paraíso) - Narcival Rubens – (Galdino em Segundo Sol) | - Bella Piero – (Laura em O Outro Lado do Paraíso) - Claudia di Moura – (Zefa em Segundo Sol) - Kelzy Ecard – (Nice em Segundo Sol)               |
| Ator/Atriz Mirim | Comédia |
| - Davi Queiroz – (Badu em Segundo Sol) - Mel Maia – (Agnes em Deus Salve o Rei) - Vítor Figueiredo – (Tomaz em O Outro Lado do Paraíso)          | - Eduardo Sterblitch – (Tá no Ar: a TV na TV) - Marcelo Adnet – (Tá no Ar: a TV na TV) - Welder Rodrigues – (Tá no Ar: a TV na TV)                |
| Cantor | Cantora |
| - Luan Santana - Ferrugem - Gusttavo Lima | - Anitta - Ivete Sangalo - Iza |
| Música do Ano | Jornalismo |
| - "Largado às Traças" – (Zé Neto & Cristiano) - "Meu Abrigo" – (Melim) - "O Sol" – (Vitor Kley)                                                  | - Sandra Annenberg – (Jornal Hoje) - Renata Vasconcellos – (Jornal Nacional) - William Bonner – (Jornal Nacional)                                 |

## Prêmios especiais
| Personagem do Ano |
| --- |
| - Adriana Esteves como Laureta em Segundo Sol - Fernanda Montenegro como Mercedes em O Outro Lado do Paraíso - Marieta Severo como Sophia em O Outro Lado do Paraíso |

| Troféu Mário Lago |
| --- |
| - Aracy Balabanian - Arlete Salles - Ary Fontoura - Eva Wilma - Francisco Cuoco - Milton Gonçalves - Nathalia Timberg - Nicette Bruno |

## Apresentações
| Artista             | Canção              |
| ------------------- | ------------------- |
| Vitor Kley          | "O Sol"             |
| Melim               | "Meu Abrigo"        |
| Zé Neto & Cristiano | "Largado às Traças" |
| Anitta              | "Vai Malandra"      |
| Luan Santana        | "Sofazinho"         |

## In Memoriam
O In Memoriam homenageia os artistas que faleceram no ano de 2018.
- Tônia Carrero — atriz
- Dona Ivone Lara — cantora
- Carlos Heitor Cony — jornalista
- Henrique César — ator
- Ruy Faria — cantor
- Desirée Vignolli — atriz
- Oswaldo Loureiro — ator
- Nelson Pereira dos Santos — diretor
- Roberto Farias — diretor
- Agildo Ribeiro — ator
- Eloísa Mafalda — atriz
- Alberto Dines — jornalista
- Cidinha Milan — atriz
- Maria Esther Bueno — tenista
- Cacilda Lanuza — atriz
- Henrique Martins — ator
- João Paulo Adour — ator
- Wilson Moreira — cantor
- Mr. Catra — cantor
- Joel Barcelos — ator
- Angela Maria — atriz e cantora
- Beatriz Segall — atriz

## Ausentes
- Anitta
- Renata Vasconcellos
- Gusttavo Lima